# Sultanat Wahidi de Habban
Pour les articles homonymes, voir Habban.
Wahidi Haban (en arabe : واحدي حبان Wahidi Habban), ou le sultanat Wahidi de Habban (en arabe : سلطنة الواحدي حبان Saltanat al-Wahidi Habban), a été l'un de plusieurs États Wahidi dans le protectorat britannique d'Aden. Sa capitale était Habban. 
Le dernier sultan, Husayn ibn Abd Allah Al Wahidi, a été destitué et l'État a été aboli en 1967, lors de la fondation de la république populaire du Yémen du Sud, et la région est maintenant partie de la république du Yémen.

## Liste des sultans de Habban
Les sultans de Habban portent le titre de sultan Habban al-Wahidi.
- 1830-1840 : al-Husayn ibn Ahmad al-Wahidi
- 1850-1870 : `Abd Allah ibn al-Husayn al-Wahidi
- 1870-1877 : Ahmad ibn al-Husayn al-Wahidi
- 1877-Mai 1881 : Salih ibn Ahmad al-Wahidi
- Mai 1881-Janvier 1885 : Interregnum
- Janvier 1885-1919 : Nasir ibn Salih al-Wahidi
- 1919-19?? : al-Husayn ibn `Ali al-Wahidi
- Vers 1962-Octobre 1967 : al-Husayn ibn `Abd Allah al-Wahidi (vassal du sultanat Wahidi à partir du 23 octobre 1962)